# Солочин (курорт)

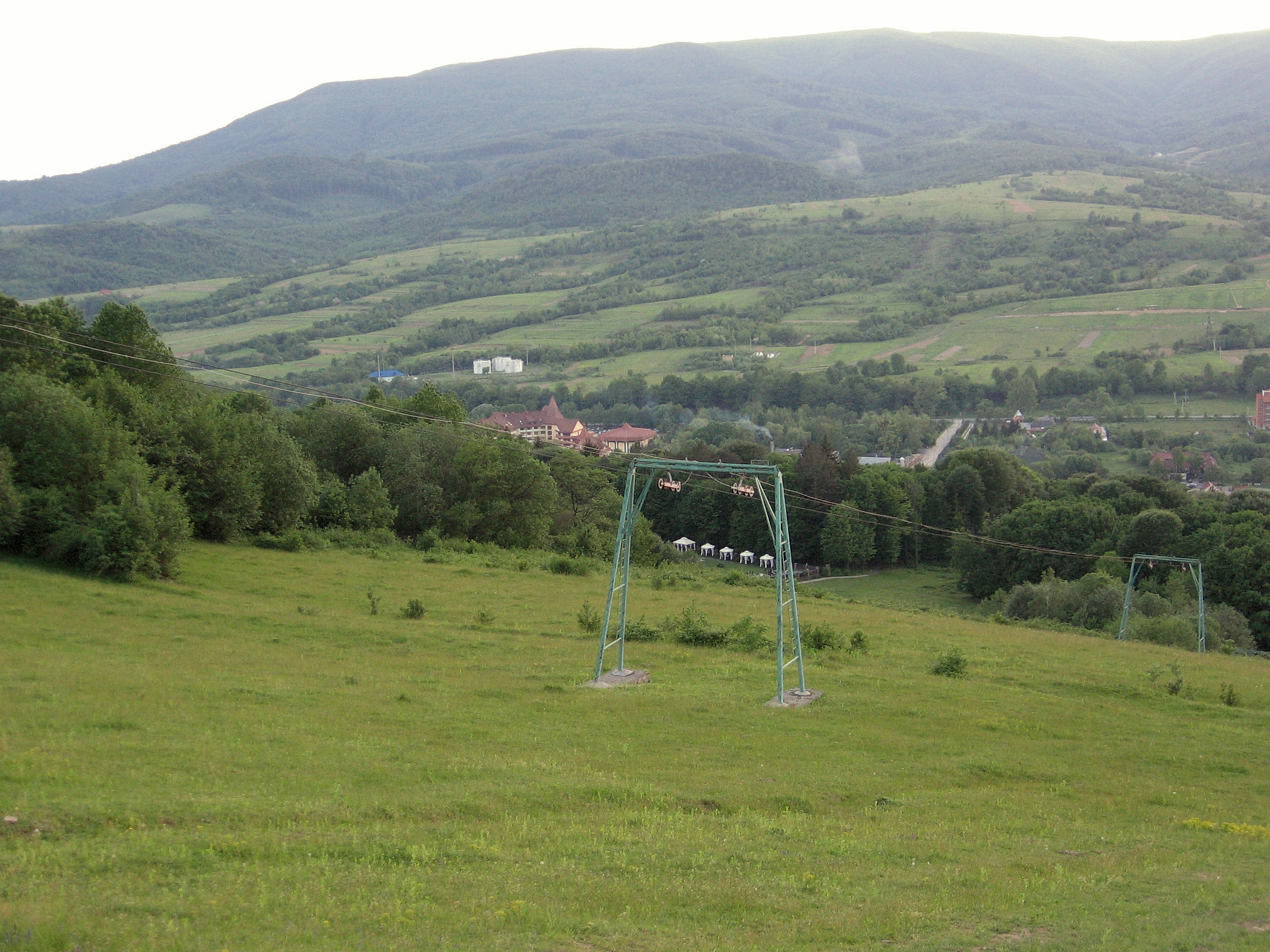
Лижний витяг і санаторій "Квітка Полонини" (с. Солочин)

Солочин — гірськолижний курорт біля однойменного села в у Свалявському районі (Закарпатська область).
На курорті є три траси середньої складності, що розташовані між горами Тесаник і Крехаєв. Часто катаються лижники, які приїхали одночасно на лікування та відпочинок. Поряд знаходяться санаторії «Квітка полонини» і «Кришталеве джерело». Підйомники ведуть на гору висотою 860 м. Довжина всіх трас курорту Солочин — близько 1000 м, перепад висот більше 200 м, ширина трас — 50 м.
- Відстані: Мукачево — 35 км, Свалява — 8,5 км.
- Спуски: близько 1000 м, середньої складності.
- Витяги: бугельний та 2 мультиліфти 300, 400 м.
- Облаштування спусків: ратрак.